# Rachel Levin (Influencerin)

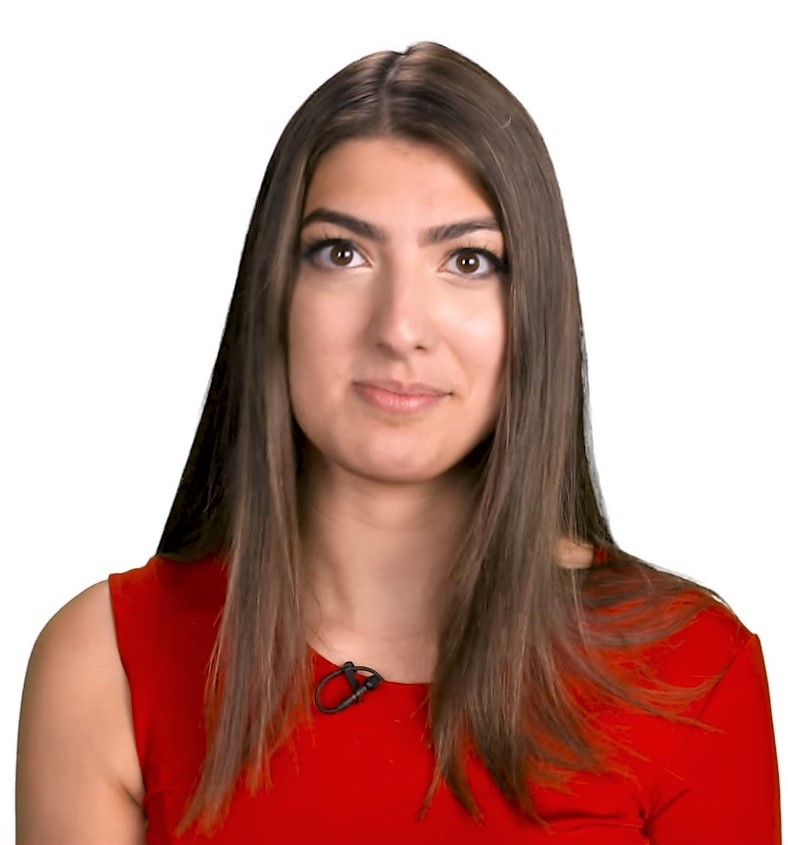
Rachel Levin, 2018

Rachel Claire Levin (* 24. Februar 1995 in Philadelphia, Pennsylvania) ist eine US-amerikanische YouTuberin, Influencerin und Sängerin.

## Leben und Wirken
Rachel Levin wurde in Philadelphia als Kind eines Arztes und einer Juristin geboren. Im Alter von 15 Jahren begann sie Videos unter dem Namen „Rclbeauty101“ bei YouTube hochzuladen. Ihr erstes Makeup-Tutorialvideo trug den Titel „How to Conceal Under Eye Dark Circles“. Sie machte ihren Schulabschluss an der Lower Marion High School und besuchte für ein Jahr ohne Abschluss Penn State Brandywine, einen Campus der Pennsylvania State University.
2013 überschritt Levin die Marke der 100.000 Abonnenten, und im Jahr 2014 hatte Levin 350.000 Abonnenten auf ihrem YouTube-Kanal. Zu dieser Zeit begann sie, neben Makeup-Tutorials Comedy-Videos hochzuladen. 2014 überschritt sie eine Million Abonnenten. Im Jahr 2015 wurde sie von der Marketingfirma ZEFR als einflussreichste Social-Media-Influencerin unter 21 Jahren gewählt, und im August 2015 war ihr YouTube-Channel der mit dem weltweit größten Zuwachs an Abonnenten in diesem Monat. 2016 erreichte sie 10 Millionen Abonnenten. Aktuell (Stand März 2023) hat ihr Kanal bei YouTube etwa 14,4 Millionen Abonnenten. Sie ist auch bei Snapchat aktiv, wo sie aktuell (Stand März 2023) etwa 1,9 Millionen Abonnenten hat.
Im Jahr 2020 startete Levin eine eigene Makeup-Marke unter dem Namen RCLÓ Cosmetics. 2020 veröffentlichte sie ihre erste Single namens „Myself“. 2022 folgte ihr Song „My Way“.